# Cosmos (satellite)
Pour les articles homonymes, voir Cosmos.
Cosmos (Космос Kosmos) regroupe un très grand nombre de satellites de catégories variées lancés par l'Union soviétique puis la Russie. Le premier d'entre eux, Cosmos-1, est lancé le 16 mars 1962. 
Fin décembre 2014, sur les 7 000 satellites lancés depuis le début de l'ère spatiale, 2 503 satellites portent la désignation Cosmos. Ceux-ci n'appartiennent pas à un programme donné mais comprennent tous les satellites militaires (qui représentent plus de 80 % des Cosmos) ainsi que les satellites scientifiques et les sondes spatiales qui ont atteint l'orbite terrestre mais n'ont pas pu mener à bien leur mission.
Jusqu'à la Glasnost, l'appellation "Cosmos" a permis aux Soviétiques de ne pas avoir à justifier l'objectif de certaines missions (essentiellement militaires) ou leur échec (notamment concernant le programme d'exploration lunaire, longtemps tenu secret).

## Principales catégories de satellites Cosmos

### Satellites militaires
Les satellites militaires soviétiques puis russes fournissent le principal effectif des Cosmos (plus de 80 %). Parmi les principales séries on peut citer :
- 682 satellites de reconnaissance optique de type Zenit
- Environ 610 satellites de télécommunications militaires de type Strela
- 132 satellites de navigation de type Ouragan
- 177 satellites de reconnaissance optique de type Iantar
- 137 satellites de renseignement d'origine électromagnétique de type Tselina
- 103 satellites destinés à calibrer les radars de type DS-P1
- 86 satellites d'alerte précoce de type US-K
- 65 satellites destinés à calibrer les radars de type Taifoun
- 56 satellites de télécommunications militaires de type Radouga
- 37 satellites de renseignement d'origine électromagnétique de type US-P
- 32 satellites de reconnaissance radar océaniques de type RORSAT
- 22 satellites anti-satellites de type IS

### Satellites scientifiques
- Étude du rayonnement cosmique : Cosmos 3, 5, 6, 17, 19
- Étude du champ magnétique terrestre : Cosmos 26, 49
- Étude des ions de l'ionosphère : Cosmos 41
- Observation du rayonnement infrarouge et ultraviolet de la Terre : Cosmos 45, 65
- Observation du rayonnement stellaire dans l'ultraviolet et en lumière visible : Cosmos 51
- Observation du rayonnement infrarouge et gamma de la Terre : Cosmos 92
- Étude de la théorie de la Relativité avec un générateur quantique moléculaire : Cosmos 92
- Mesure de la densité des micrométéorites : Cosmos 135, 163
- Observation des ondes dans l'ionosphère : Cosmos 142, 259
- Étude de la densité de l'exosphère : Cosmos 146
- Essais de stabilisation aérodynamique d'un satellite d'observation de la Terre : Cosmos 149
- Étude du rayonnement X et ultraviolet : Cosmos 166, 215, 230
- Observation du rayonnement X  du Soleil et des étoiles : Cosmos 208, 230
- Étude de la haute atmosphère de la Terre et de la lumière polaire : Cosmos 261
- Étude de l'ionosphère avec un spectromètre de masse : Cosmos 274
- Étude de l'ionosphère : Cosmos 381
- Prototype de satellite météorologique Meteor : Cosmos 112, 122, 144, 156, 184, 206, 243

### Exploration du système solaire
- Sonde spatiale lunaire du programme Zond n'ayant pu quitter l'orbite terrestre : Cosmos 21
- Sonde spatiale lunaire du programme Luna n'ayant pu quitter l'orbite terrestre : Cosmos 60, Cosmos 111, Cosmos 300, Cosmos 305
- Sonde spatiale vénusienne du programme Venera n'ayant pu quitter l'orbite terrestre : Cosmos 167, 359, 482
- Sonde spatiale du programme Mars n'ayant pu quitter l'orbite terrestre : Cosmos 419

### Programme spatial habité
- Test sans équipage du vaisseau spatial Voskhod : Cosmos 47, Cosmos 57, Cosmos 110
- Test sans équipage du vaisseau spatial Soyouz : Cosmos 133, 140, 186 et 188, 212 et 213, 238, 496, 573, 613, 638, 670, 672, 772, 869, 1001, 1074
- Test sans équipage de l'atterrisseur lunaire LK : Cosmos 379, 398 et 434.
- Test sans équipage du vaisseau spatial TKS  929, 1267, 1443, 1686
- Test sans équipage du corps portant BOR-4 : Cosmos 1374, 1445, 1517, 1614
- Station spatiale Saliout : Cosmos 557

## Premiers satellites
Les satellites sont lancés à partir des bases Baïkonour et Kapoustine Iar par les lanceurs Vostok-K et Vostok-2 (en).
- Kosmos 1 dit Cosmos 1 ou DS-2 (16 mars 1962)
- Kosmos 2 (en) dit Cosmos 2 (6 avril 1962)
- Kosmos 3 (en) dit Cosmos 3, 2MS & Sputnik 13 (24 avril 1962)
- Kosmos 4 (en) dit Cosmos 4 ou Zenit-2 (26 avril 1962) - premier satellite de reconnaissance soviétique
- Kosmos 5 (en) dit Cosmos 5 & « 2MS » (28 mai 1962)
- Kosmos 6 (en) dit Cosmos 6 & « DS-P1 » (30 juin 1962)
- Kosmos 7 (en) dit Cosmos 7 & « Zenit-2 » (28 juillet 1962)
- Kosmos 8 (en) dit Cosmos 8 & « DS-K-8 » (18 août 1962)

## Principaux satellites
De 10 à 500
- Kosmos 47 (6 octobre 1964) - exemplaire du Voskhod, lancé six jours avant Voskhod 1
- Kosmos 57 (22 février 1965) - exemplaire du Voskhod, lancé un mois avant Voskhod 2
- Kosmos 96 (23 novembre 1965) - sonde destinée à atteindre la planète Vénus
- Kosmos 110 (en) (22 février 1966) - dans la perspective d'un vol troisième vol Voskhod (qui n'aura pas lieu), deux chiens sont envoyés dans l'espace et reviennent sur Terre 22 jours plus tard.

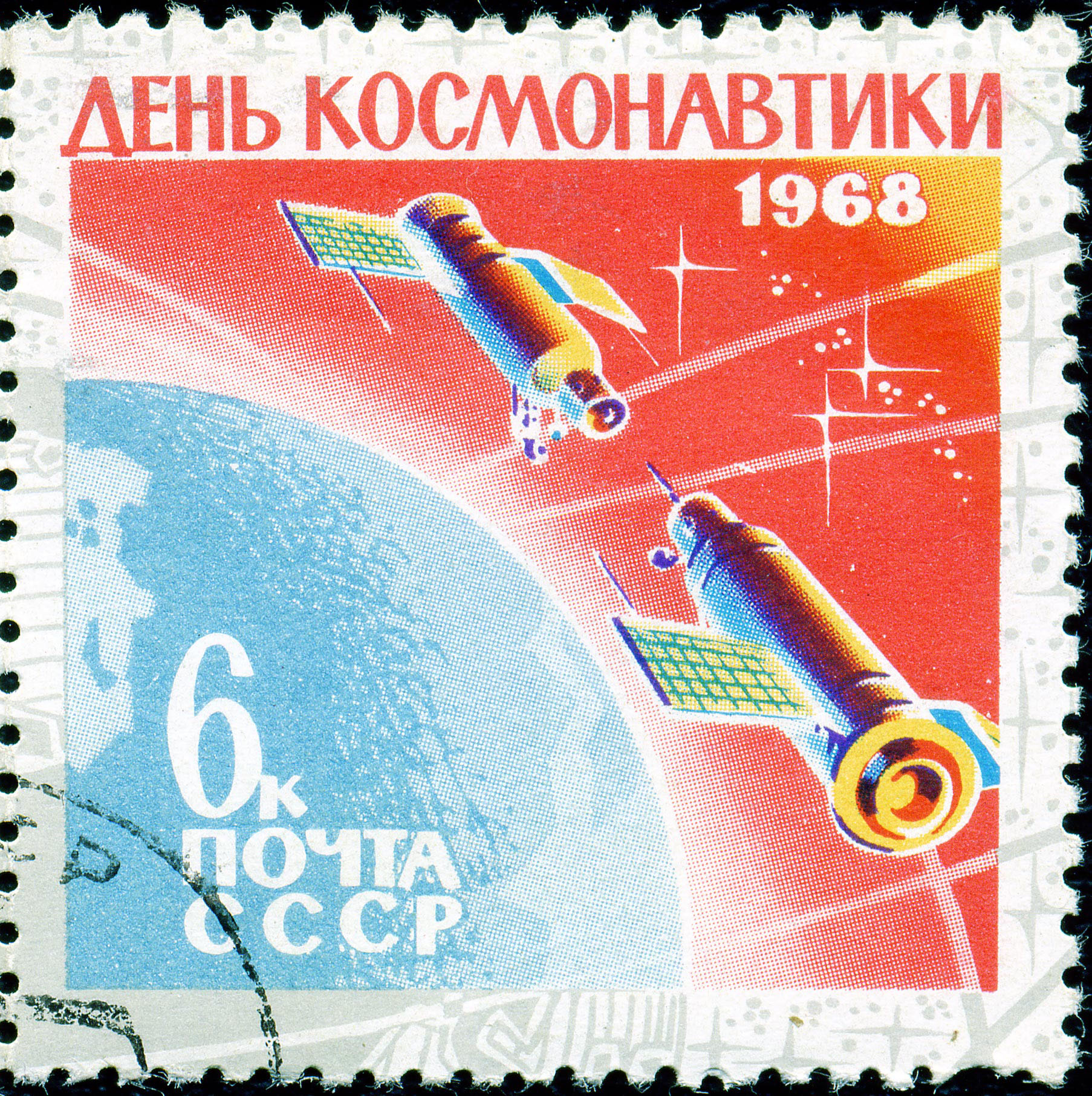
Timbre soviétique commémorant l'amarrage des Kosmos 186 et 188.

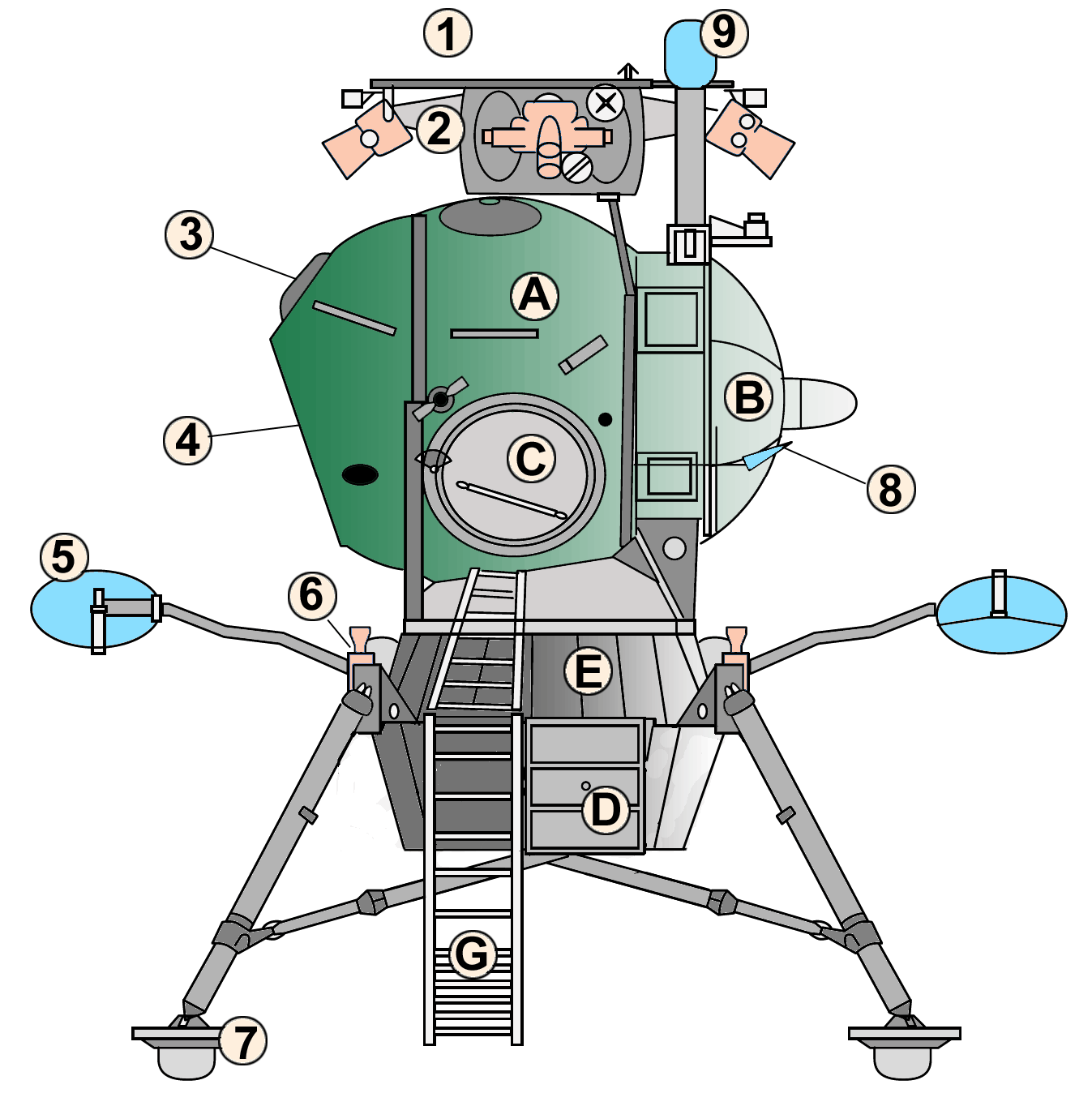
En 1970-1971, quatre satellites Kosmos servent de prototype au module lunaire soviétique.

- Kosmos 111 (1er mars 1966) - première tentative d'une mise en orbite autour de la Lune, un mois avant Luna 10
- Kosmos 122 (25 juin 1966) - premier satellite météorologique soviétique
- Kosmos 133 (30 novembre 1966) - prototype du Soyouz
- Kosmos 140 (7 février 1967) - prototype du Soyouz, lancé deux mois avant Soyouz 1
- Kosmos 146 et 154 (10 mars 1967 et 8 avril 1967) - prototypes du Zond, vaisseau conçu pour envoyer des cosmonautes autour de la Lune
- Kosmos 186 et 188 (en) (octobre 1967) - premier amarrage automatique dans l'espace (le 30)
- Kosmos 212 et 213 (14 avril 1968 et 15 avril 1968) - deuxième amarrage automatique (le 15)
- Kosmos 238 (28 août 1968) - prototype du Soyouz amélioré, après l'accident de Soyouz 1
- Kosmos 300 et 305 (23 septembre 1969 et 22 octobre 1969) - modèles de l'aterrisseur Luna, entre l'échec de Luna 15 (juillet 1969) et la réussite de Luna 16 (septembre 1970)
- Kosmos 320 (16 janvier 1970)
- Kosmos 379 (24 novembre 1970) - prototype d'un LK (module lunaire) - voir ici.
- Kosmos 382 (2 décembre 1970 - prototype d'un vaisseau conçu pour envoyer des cosmonautes autour de la Lune
- Kosmos 398 (26 février 1971)- 2ème prototype d'un LK
- Kosmos 419 (10 mai 1971) - sonde destinée à atteindre la planète Mars
- Kosmos 434 (12 août 1971)- 3ème prototype d'un LK
- Kosmos 482 (31 mars 1972) - sonde destinée à atteindre la planète Vénus
- Kosmos 496 (26 juin 1972) - Soyouz modifié depuis l'accident de Soyouz 11; vol de 6 jours
- Kosmos 497 (30 juin 1972) - satellite utilisé comme cible radar pour des tests de missile anti-balistique.

De 501 à 1000
- Kosmos 557 (11 mai 1973) - station orbitale Saliout incontrôlable, détruite
- Kosmos 573 (15 juin 1973) - nouveau Soyouz modifié, entre Kosmos 238 et Soyouz 12
- Kosmos 613 (30 novembre 1973) - Soyouz modifié, entre Soyouz 12 et Soyouz 13

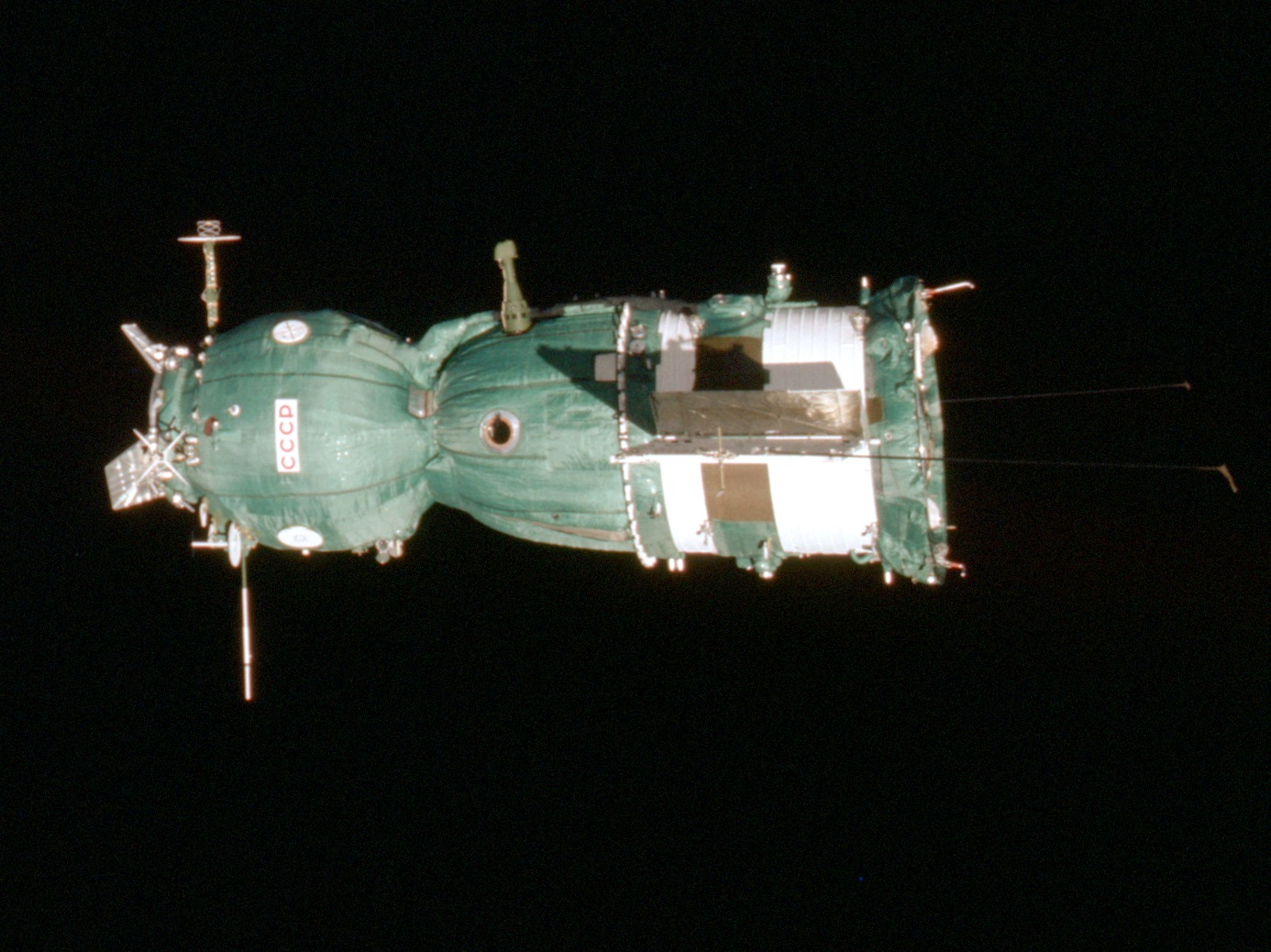
Plusieurs vaisseaux Kosmos servent de proto-types au Soyouz 19 du projet ASTP (ici en photo).

- Kosmos 637 (26 mars 1974) - premier satellite soviétique placé sur orbite géostationnaire
- Kosmos 638 (3 avril 1974) - Soyouz test, dans la perspective de la mission ASTP
- Kosmos 656 (27 mai 1974) - Soyouz test, dans la perspective des nouveaux rendez-vous avec une station Saliout
- Kosmos 670 (6 août 1974) - Soyouz test, dans la perspective de la mission ASTP
- Kosmos 672 (12 août 1974) - Soyouz test, dans la perspective de la mission ASTP
- Kosmos 772 (3 octobre 1975) - Soyouz utilisé à des fins militaires
- Kosmos 782 (25 novembre 1975) - Bion
- Kosmos 862 (22 octobre 1976) - satellite de défense
- Kosmos 869 (26 novembre 1976) - Soyouz utilisé à des fins militaires
- Kosmos 881 et 882 (15 décembre 1976) - TKS
- Kosmos 908 (17 mai 1977) - prototype du Soyouz T
- Kosmos 929 (17 juillet 1977) - module TKS, simulation d'un amarrage à une station spatiale; vol de 201 jours
- Kosmos 954 (18 septembre 1977) - satellite espion - retombé au Canada ; à l'origine du premier incident spatial nucléaire
- Kosmos 997 et 998 (30 mars 1978) - TKS

De 1001 à 1500
- Kosmos 1001 (en) (4 avril 1978) - échec d'un Soyouz T
- Kosmos 1026 (2 juillet 1978) - essai du Soyouz T
- Kosmos 1074 (en) (31 janvier 1979) - échec d'un Soyouz T
- Kosmos 1100 et 1101 (23 mai 1979) - TKS

Dessin représentant Kosmos 1267 (1981).

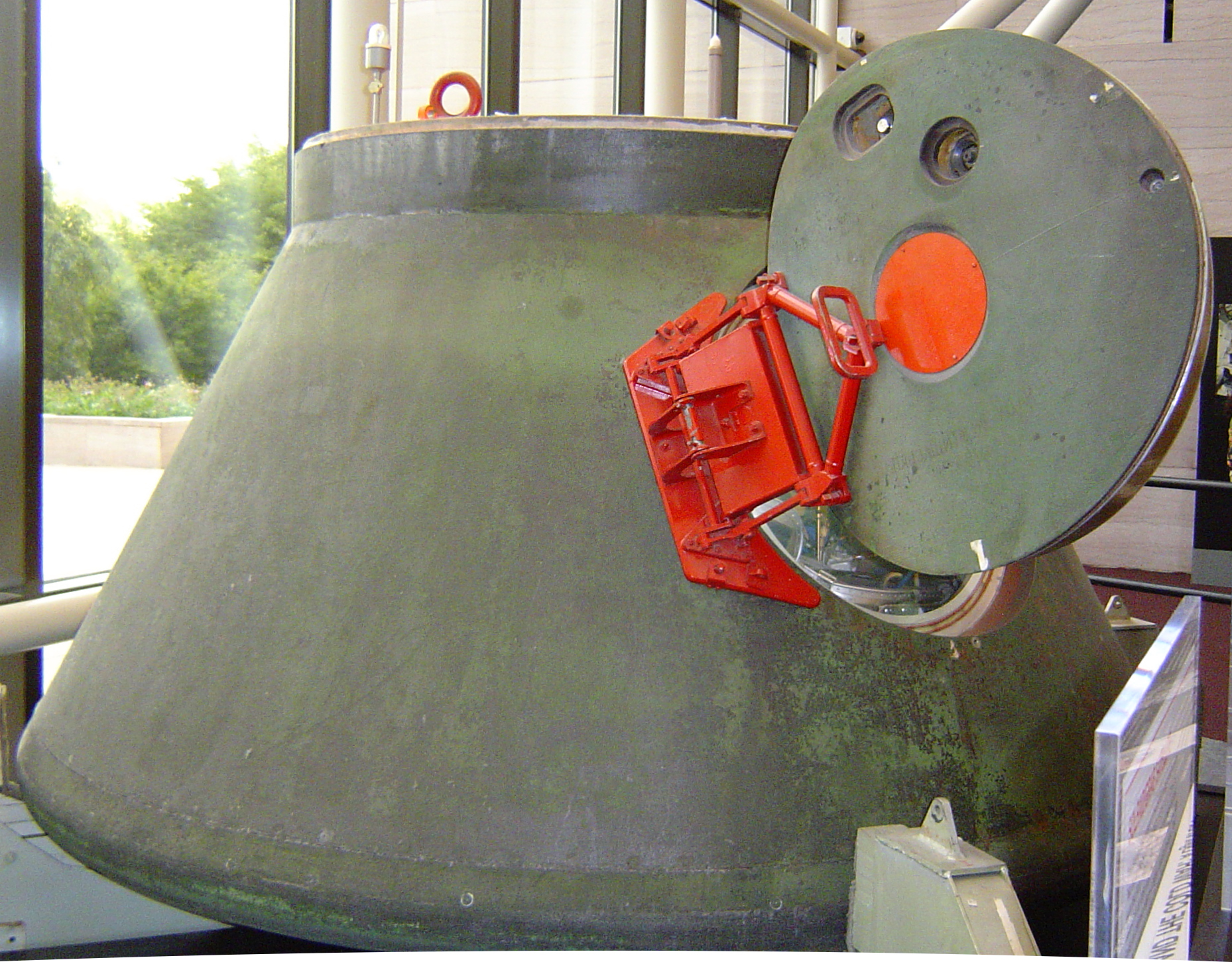
Capsule de rentrée de Kosmos 1443 (exposée au Musée National de l'Air et de l'Espace à Washington)

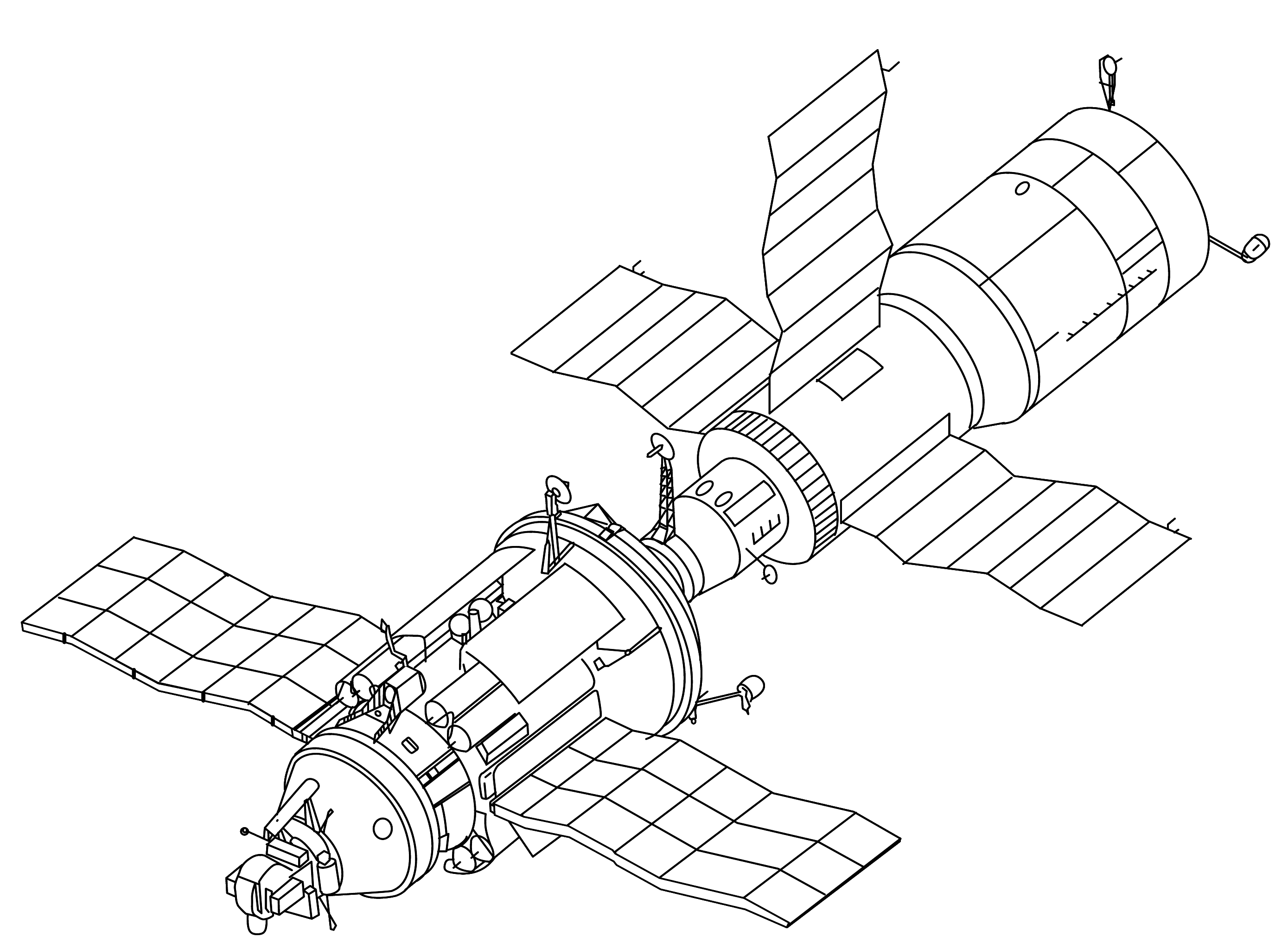
Dessin représentant Kosmos 1686 amarré à Saliout 7 en 1986.

- Kosmos 1129 (29 septembre 1979) - satellite du programme Bion
- Kosmos 1267 (25 avril 1981) - module TKS, amarré à la station Saliout 6
- Kosmos 1374 (4 juin 1982) - vol suborbital de la navette BOR-4
- Kosmos 1382 (25 juin 1982) - satellite de surveillance et d'alerte précoce missiles
- Kosmos 1402 (30 août 1982) - satellite espion
- Kosmos 1443 (2 mars 1983) - module TKS, amarré à la station Saliout 7 -
- Kosmos 1445 (16 mars 1982) - vol orbital de la navette BOR-4

De 1501 à 2000
- Kosmos 1514 (15 décembre 1983) - satellite du programme Bion
- Kosmos 1517 (27 décembre 1983) - vol orbital de la navette BOR-4
- Kosmos 1614 (19 décembre 1984) - vol orbital de la navette BOR-4
- Kosmos 1667 (10 juillet 1985) - satellite du programme Bion
- Kosmos 1669 (19 juillet 1985) - Progress modifié, amarré à la station Saliout 7
- Kosmos 1686 (27 septembre 1986) - module TKS, amarré à la station Saliout 7
- Kosmos 1818 (1er février 1987) - satellite de surveillance soviétique à alimentation nucléaire du programme RORSAT
- Kosmos 1867  (10 juillet 1987) - satellite de reconnaissance océanique

De 2001 à 2500
- Kosmos-2001 (14 février 1989) - satellite de défense
- Kosmos-2251 (16 juin 1993) - satellite de télécommunication
- Kosmos-2441 (26 juillet 2008) - Persona-1 - satellite de reconnaissance militaire disposant d'un système de prises de vue à résolution inférieure au mètre.

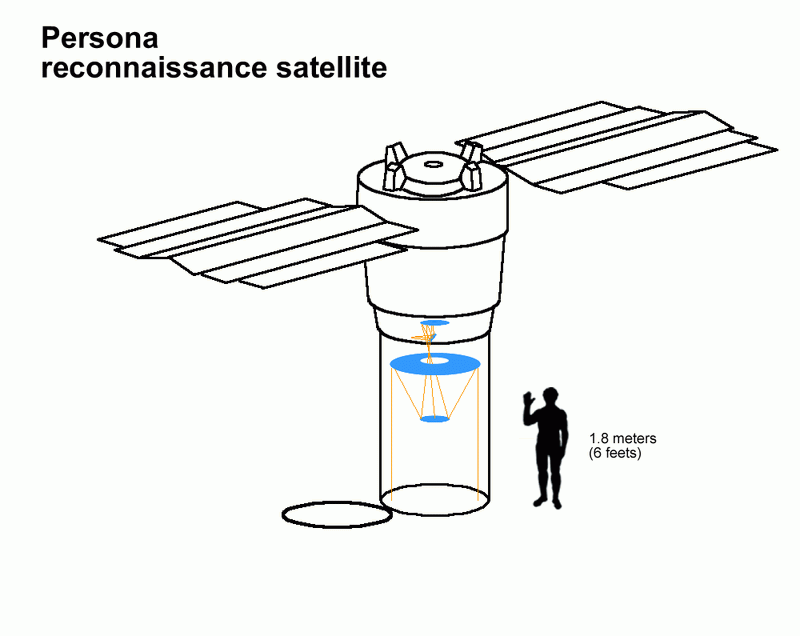
Schéma du satellite Persona.

- Kosmos-2479 et 2480 (30 mars 2012 et 17 mai 2012) - satellites militaires
- Kosmos 2490 (7 juin 2013) - Persona-2

À partir de 2501
- Kosmos-2501 (30 novembre 2014) - satellite de navigation
- Kosmos 2506 (23 juin 2015) - Persona-3
- Kosmos-2529 (3 novembre 2018) - satellite militaire
- Kosmos-2545 (16 mars 2020)  - satellite de navigation
- Kosmos-2557 (7 juillet 2022)  - satellite de navigation
- Kosmos-2558 (1er août 2022) - satellite militaire